# Gaio Petronio (console 25)
Gaio Petronio (in latino: Gaius Petronius; 18 a.C. circa – dopo il 25) è stato un magistrato e senatore romano, console dell'Impero romano.

## Biografia
Petronio faceva parte della gens Petronia, una famiglia di origine equestre proveniente dall'Etruria-Umbria che era salita alla ribalta sotto Augusto. Il nonno di Petronio, l'eques Publio Petronio, era stato prefetto d'Egitto dal 25/24 a.C. al 22/21 a.C., compiendo importanti spedizioni vittoriose contro i Nubiani dell'Alto Nilo e lasciando presumibilmente ai nipoti dei possedimenti in Egitto. Il padre di Petronio era verisimilmente Publio Petronio Turpiliano, triumvir monetalis nel 19 a.C. e probabilmente proconsole pretorio di Betica negli ultimi anni del I secolo a.C. Questi aveva avuto come figli Publio Petronio, console suffetto nel 19, e Gaio Petronio.
Contrariamente alla carriera del fratello maggiore Publio, quella di Gaio è ben poco nota. L'unico incarico che egli ricoprì allo stato attuale della documentazione lo vede però al vertice dello stato romano: Gaio fu infatti console suffetto probabilmente per l'intero secondo semestre del 25, sostituendo il nobile Cosso Cornelio Lentulo al fianco di Marco Asinio Agrippa.
Qualcosa in più è noto dei suoi legami familiari: Gaio sembra infatti essere stato padre di Petronia, la quale, sposata con un Galeone Tettieno, generò il console suffetto del 76 Galeone Tettieno Petroniano e il console suffetto dell'81 Tito Tettieno Sereno, e anche padre adottivo del console ordinario del 37, Gaio Petronio Ponzio Nigrino.
Allo stato attuale della documentazione, è del tutto incerto se Gaio sia da identificare con Gaio Petronio Umbrino, attestato come curator locorum publicorum iudicandorum prima del 24, forse attorno al 19/20, anche se la cronologia familiare e della carriera, come anche forse l'origine geografica, non collimerebbero perfettamente: qualora l'identificazione si rivelasse corretta, un altro figlio di Gaio sarebbe Quinto Petronio Umbro, legato di Galazia o di Licia-Panfilia nei primi anni di Nerone, da cui poi sarebbe nato il console suffetto dell'81 Marco Petronio Umbrino.